# Vicki Lewis
Vicki Lewis (født 17. marts 1960) er en amerikansk skuespillerinde. Hun er mest kendt for sin rolle som Beth i situationskomedien NewsRadio, som sendtes fra 1995-1999. Hun lagde stemme til Beret Babe i Fedtmule og søn 2 - en ekstrem fedtmulefilm fra 2000.